# Julian Schieber
Julian Schieber (Backnang, 1989. május 14. –) német labdarúgó, 2014 óta a Hertha BSC játékosa.

## Pályafutása

### VfB Stuttgart
Julian Schieber 2008. december 6-án debütált a bajnokságban egy Energie Cottbus elleni meccsen. 2009. január 21-én meghosszabbította szerződését a VfB Stuttgart egyesületével 2011 nyaráig.
2009 februárjában mutatkozott be először az Európa ligában a Zenit Szentpétervár elleni mérkőzésen. 2009. augusztus 15-én szerezte első találat a bajnokságban. Ez a találat egy Baden-Württemberg rangadón esett az SC Freiburg elleni 4-2-es mérkőzésen. Ezenfelül két gólt szerzett a Eintracht Frankfurt csapata ellen aminek a végeredménye 3-0 lett.
2010 júliusában a Stuttgart csapata a szezon végéig kölcsönadta Schiebert az 1. FC Nürnberg csapatának.

### Borussia Dortmund
A 2012-13-as szezonban a Borussia Dortmund csapata megvásárolta Schiebert a Stuttgartól. 2012. december 4-én szerezte első találatát a Bajnokok ligájában egy Manchester City elleni mérkőzésen, ahol a német klub megnyerte a mérkőzést 1-0-ra így megszerezve a D csoport első helyét.

## Válogatott
Schieber 2009. szeptember 4-én mutatkozott be Németország U21-es válogatottjában San Marino csapata ellen, ahol Németország 6-0-ra győzött és Julian két gólt szerzett.

## Külső hivatkozások
- Julian Schieber hivatalos profilja a Borussia Dortmund honlapján
- Julian Schieber a transfermarkt.de honlapján (németül)
- Julian Schieber a fussballdaten.de honlapján (németül)